# الحرف (اعمقة)

تعديل مصدري - تعديل

الحرف محلة تابعة لقرية عمقة، التابعة لعزلة عمقة بمديرية النادرة إحدى مديريات محافظة إب في الجمهورية اليمنية، بلغ تعداد سكانها 332 حسب تعداد اليمن لعام 2004.